# Wenxin Diaolong
Wenxin Diaolong o Il tesoro delle Lettere: un Intaglio di Draghi (文心雕龍, pinyin Wén Xīn Diāo Lóng) è un'opera di Liu Xie, scritta intorno al 500 d.C. e considerata il testo più importante dell'estetica letteratura cinese; l’opera presenta contenuti per comprendere la letteratura da un punto di vista estetico: si tratta dunque della massima produzione di critica letteraria di età classica. 
文心雕龍 offre uno sguardo sofisticato e raffinato sulla pratica della scrittura: oltre ad interrogarsi sulla natura della letteratura, Liu Xie conduce una riflessione su quali devono essere soggetti, stile, ispirazione delle opere letterarie, ed infine sul ruolo che esse debbano intrattenere rispetto ai classici del confucianesimo. 
Quest’opera è un elegante saggio letterario di 50 capitoli: i primi 25 parlano dell’origine della scrittura e dei vari generi tra cui i classici, la parola dei maestri (子), opere di carattere storico (使); nella seconda metà dell’opera viene illustrato come scrivere, prendendo come modello i classici, considerati un manuale di retorica, espedienti letterari ed indicazioni per formare il gusto estetico che rende possibile comprendere e dilettarsi della letteratura cinese. 

## Contenuto del 文心雕龍
文 ha origine nel Dao. L’argomento è assai controverso, ma visto il sincretismo tipico del suo tempo, lo si può intendere contemporaneamente sia come legge naturale dell’ordine delle cose, via confuciana e rispetto dell’ordine sociale. Il termine 文 si riferisce al segno, forma, letteratura, ed è per questo profondamente legato sia a 心 (cuore, mente) che al Dao come fattore esterno. La polisemia di questi termini consente di delineare un affascinante processo creativo che rende ragione alla teoria confuciana della letteratura come massima espressione di saggezza. 
Le testimonianze dei saggi
Il Dao è presente in tutto ciò che ci circonda: la tigre ed il leopardo confermano la propria maestosità con la lucentezza e la ricchezza del manto, così come le nuvole del tramonto si stagliano assumendo tinte irriproducibili anche dal pittore più abile, per non parlare di piante ed alberi che spontaneamente e periodicamente si adornano con fiori; non è necessario nessun intervento esterno: tanta bellezza si deve solo alla natura. Se gli oggetti inanimati possiedono così tanta ricchezza, come può il suo recipiente non possedere il 文? L’uomo è un essere tanto nobile, e ne esistono molti esempi. Confucio, il grande saggio e re senza corona, forgiò i Sei classici, in cui tutto è compreso. I maestri del passato, interrogarono il destino con i carapaci di tartaruga, osservarono i segni del cielo per comprenderne i cambiamenti (rif. Fu Xi) ed indagarono sull’uomo affinché migliorasse la sua educazione. Il Dao, attraverso i Saggi, tramanda il 文 che questi, per mezzo della scrittura, resero manifesto il Dao, come un circolo perfetto che si completa. 
In altre parole, essi compresero e trasmisero misteriose rivelazioni e la scrittura, in quanto 文 dell’uomo, è considerata parte integrante dei processi naturali, i caratteri sono infatti segni generati spontaneamente dalla natura. Tutte le parole hanno un valore potentissimo in quanto manifestazione oggettiva del Dao naturale. Gli scritti ed insegnamenti più nobili sono a nostra disposizione, come si può rinunciare a studiarle?
Confucio disse: "La parola rende adeguato il pensiero, il 文 rende adeguata la parola; il sentimento deve essere sincero, il linguaggio esperto”: ciò testimonia quanto prezioso sia il 文 per la crescita interiore. Liu Xie critica il barocchismo e gli artifici della scrittura perché non veicolano il Dao: bisogna saper esprimere importanti precetti con poche parole, chiarendo i sentimenti con la ricchezza del wen e dunque fissare i principi con nitide argomentazioni. Il linguaggio deve essere chiaro, essenziale, in quanto i concetti profondi possono essere oscuri ma non per questo incrinano la correttezza della parola. 
La deferenza ai classici
I classici contengono verità supreme ed eterne, insegnamenti vasti ed immutabili; sono partecipi dell’ordine delle cose e stabiliscono regole per gli i uomini, penetrano in ciò che c’è di più umano toccando l’intima essenza dello scrivere. I classici modellano la natura ed il sentimento degli uomini, sviluppando i principi del 文 letterario (norme del bel scrivere).
Appartengono ai Cinque classici le opere:
- Il libro dei mutamenti (易經) penetra nello spirito delle cose, il suo senso è vasto ed articolato in sentenze eleganti ed i fatti evocati hanno un significato profondo;
- Il libro dei documenti (书经) è una raccolta di eventi storici della Cina antica;
- Il libro delle odi (shijing) è l’espressione più completa dell'aspirazione, ovvero ciò che sta nel cuore tramutato in poesia;
- Il libro dei riti fissa le istituzioni e stabilisce le leggi appropriate alle diverse occasioni;
- Gli annali delle primavere ed autunni, cronaca ufficiale del regno di Lu, racchiudono in pochi caratteri un articolato ragionamento, con un linguaggio indiretto ma esatto.

I classici sono opere di enorme prestigio, per cui sono modelli per il tempo a venire: creare uno stile che abbia i classici come modelli significa arricchire il discorso attingendo alla loro leggiadria. Per farlo, è necessario seguire delle norme: un sentimento profondo e non artefatto, uno stile limpido e non confuso, fatti reali e non inventati, significati precisi e non involuti, uno stile conciso e non verboso, linguaggio squisito e non vizioso. Si tratta di un’arte difficile da praticare, ricorda infatti l'intaglio della giada, una pietra preziosa difficile da maneggiare. Il 文 e la morale sono legati reciprocamente.
Stile e personalità
Le parole prendono forma a partire da un sentimento autentico, un’emozione, ed uno scritto nasce quando il discorso viene articolato. Nell’espressione come nel pensiero, mediocre o eccelso che sia, mai potrà trasformare il proprio qi, infatti nessuno può operare se non secondo il proprio sapere. Così, la leggiadria nell’espressione non può non dipendere dalla personalità di chi scrive: c’è un legame reciproco tra la personalità interiore e lo stile esteriore. Questo riflette una costante regola del mondo naturale. L’influenza che il mondo esterno, con le sue leggi, esercita sulla personalità dell’uomo è una concezione fondamentale del pensiero cinese: il microcosmo del corpo umano, ad esempio, è formato dagli stessi elementi della natura. Il talento è innato, ma chi apprende deve ben sapere da dove cominciare: bisogna imitare uno stile specifico se si vuole arrivare ad una propria maniera, per poi seguire la personalità ed affinare il talento.
Vento ed ossa
Liu Xie utilizza una suggestiva metafora per descrivere l'equilibrio necessario tra due forze fondamentali nella creazione letteraria: il vento e le ossa. Il linguaggio aderisce alle ossa come il corpo allo scheletro; le emozioni implicano il vento così come la forza fisica custodisce il qi. Il vento sarebbe il non detto, viene fatto circolare eliminando le parole vuote; la struttura su cui si regge il componimento, ovvero le ossa, devono essere parole scelte attentamente, in quel preciso ordine. La medicina cinese ha come obbiettivo la preservazione dello spirito vitale, analogamente per ideare e realizzare una composizione bisogna mantenere il qi: salute ed energia, una volta raggiunte daranno nuovo vigore al talento. Articolare bene le ossa porta alla costruzione di discorsi precisi, mentre utilizzare bene il vento porta ad esprimere limpidamente le emozioni. È questa la potenza del binomio vento-ossa. 
Come alimentare il qi
Nonostante il talento spesso è innato, il qi va praticato e perfezionato. Mentre le capacità del corpo sono limitate, il potere della mente è sconfinato. C’è un preciso rapporto tra 文 e corpo, che può essere descritto come “letteratura sana in corpo sano”; l’opera deve esprimere ciò che urge dentro ognuno di noi, e se si segue la propria aspirazione, ragionamenti e sentimenti saranno armoniosi e spontanei, se invece si esagera nella riflessione e nella ricerca, il qi si indebolirà. Perciò, nell’elaborazione artistica c’è bisogno di controllo e di calma: il cuore deve essere tranquillo ed in pace, il qi armonioso e sereno, ed è opportuno fare una pausa quando la fatica incalza. Anzi, l’odio prolungato aguzzerà l’ingegno.
Disegno dell’opera
Questo capitolo conclusivo chiarisce le motivazioni e le finalità dell’opera, ed i criteri che ne hanno informato il lavoro. Viene ribadita la grandezza di confucio, e l’importanza degli antichi: chi non ha assimilato gli insegnamenti dei saggi del passato non può giovare ai posteri. In tal senso, il Wen Xin Diao Long si rifà ai classici, li prende come modello, discorre di composizioni in versi e prosa (文笔) tracciando i confini tra i generi, risalendo alle origini di ognuno di essi. Ne espone poi principi e caratteristiche.
L’universo è illimitato nello spazio e nel tempo, i saggi si confondono con gli uomini comuni, ma solo la sapienza e la capacità possono elevare gli uni al di sopra degli altri. Gli anni fuggono, la vita non ferma il suo corso, perciò il nome ed i meriti di un uomo si liberano in alto solo attraverso gli scritti. Perciò l’uomo nobile, con virtù, (il 君子) scrive.